# IAI Lavi
IAI Lavi (tiếng Hebrew: לביא, "Sư tử non") là một máy bay chiến đấu được Israel phát triển trong thập niên 1980. Đây là một dự án máy bay chiến đấu trị giá nhiều tỉ dollar và nó đã bị hủy bỏ khi chính phủ Hoa Kỳ khước từ chi trả đa số khoản tiền phát triển cho một loại máy bay có thể trở thành đối thủ cạnh tranh cho những loại máy bay xuất khẩu của họ. Chỉ hai nguyên mẫu Lavi còn tới ngày nay - một chiếc triển lãm tại bảo tàng Không quân Israel (IAF) và chiếc kia (Lavi TD, trình diễn kỹ thuật) hiện nằm tại cơ sở của IAI tại sân bay Ben Gurion.

## Lịch sử

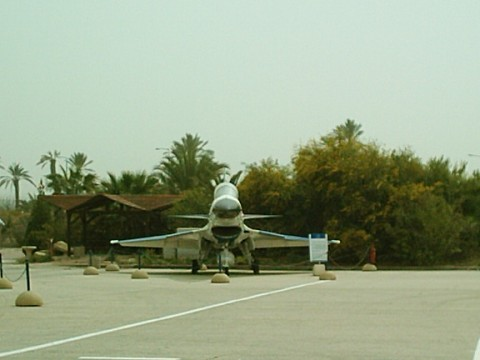
Lavi B-2

Dự án Lavi bắt đầu vào tháng 2 năm 1980, khi chính phủ Israel cho phép Không quân Israel (IAF) đệ trình các tiêu chuẩn kỹ thuật cho sự phát triển một loại máy bay chiến đấu tương lai của IAF. Giai đoạn phát triển bắt đầu từ tháng 10 năm 1982, với sự lựa chọn động cơ của hãng Pratt & Whitney.
Một trong những đặc tính tiến bộ cao nhất của Lavi' là các tính năng hoạt động, đặc biệt là buồng lái, được chế tạo riêng theo thói quen của từng phi công. Dựa trên kinh nghiệm hoạt động, thiết kế chú trọng tới khả năng xử lý các tình huống chiến thuật trong trận đánh của phi công, giúp họ không phải phân tâm tới việc kiểm soát và điều khiển những hệ thống phụ thuộc khác. Hệ thống điện tử của Lavi được coi là tiên tiến và đột phá, được tích hợp thiết bị tự phân tích để giúp công việc bảo dưỡng được tiến hành một cách thuận lợi hơn.
Máy bay theo cấu hình cánh tam giác với cánh mũi điều khiển được ở phía trước. Tuy kiểu thiết kế này tạo cho máy bay khả năng cơ động tuyệt hảo, nó cũng tạo ra tình trạng bất ổn định tự nhiên trong khi bay. Để bù trừ tình trạng đó, Lavi được trang bị một hệ thống bay bằng dây dẫn kỹ thuật số (digital fly-by-wire) cho phép máy bay lợi dụng được những ưu thế của thiết kế cánh tam giác trong khi vẫn hạn chế được những nhược điểm cố hữu. Lavi là một trong những máy bay đầu tiên chú trọng tới kiểu cấu hình này, và từ đó ảnh hưởng tới việc thiết kế và phát triển máy bay trên khắp thế giới.
Ngày 31 tháng 12 năm 1986, nguyên mẫu Lavi đầu tiên cất cánh. Phi công thử nghiệm, Menachem Shmul, lãnh đạo bộ phận thao tác không quân IAI, cất cánh lúc 13:21 và ở trên không trong vòng 26 phút, trong thời gian đó ông đã kiểm tra động cơ và các hệ thống điều khiển.
Khoảng ba tháng sau, một nguyên mẫu Lavi thứ hai cất cánh. Trong chuyến bay đầu tiên của nó, hệ thống động cơ, hệ thống điện, kiểm soát bay, thủy lực và điều hòa không khí đã được đánh giá. Nguyên mẫu thứ hai được cải tiến một số chi tiết so với chiếc đầu tiên, với bình nhiên liệu đặt giữa thân, một bộ phận nạp nhiên liệu trên không và nhiều hệ thống điện tử chưa hề xuất hiện trên nguyên mẫu thứ nhất.
IAI đã chế tạo hai nguyên mẫu trong số năm chiếc dự định ban đầu khi chính phủ Israel quyết định hủy bỏ dự án vì các vấn đề ngân sách và những bất đồng từ sức ép của nhiều phe phái kinh tế, chính trị. Tổng chi phí cho việc phát triển và chế tạo Lavi là 6.4 tỷ dollar năm 1983, 60% trong số đó do Hoa Kỳ tài trợ và 40% do chính phủ Israel. Dự án này bị hủy bỏ một phần bởi Hoa Kỳ không muốn tài trợ cho một loại máy bay có khả năng trở thành đối thủ cạnh tranh trên thị trường xuất khẩu hai loại F-16C/D và F/A-18C/D của họ, và cũng bởi những tranh cãi nổi lên về chi phí cuối cùng của dự án. Chính phủ Israel không thể một mình gánh toàn bộ chi phí và đã phải hủy bỏ nó ngày 30 tháng 8 năm 1987. Quyết định hủy bỏ được đa số thông qua chỉ trong một cuộc bỏ phiếu. Hai năm sau khi dự án đã bị huỷ, IAI đã hoàn thành việc chế tạo một nguyên mẫu thứ ba, nó được dùng như một máy bay Biểu diễn Kỹ thuật (TD) và máy bay thử nghiệm cho một số dự án của IAI. TD đã hoạt động cho tới tận giữa thập niên chín mươi, và sau này đã được sử dụng làm phòng thí nghiệm trên mặt đất.

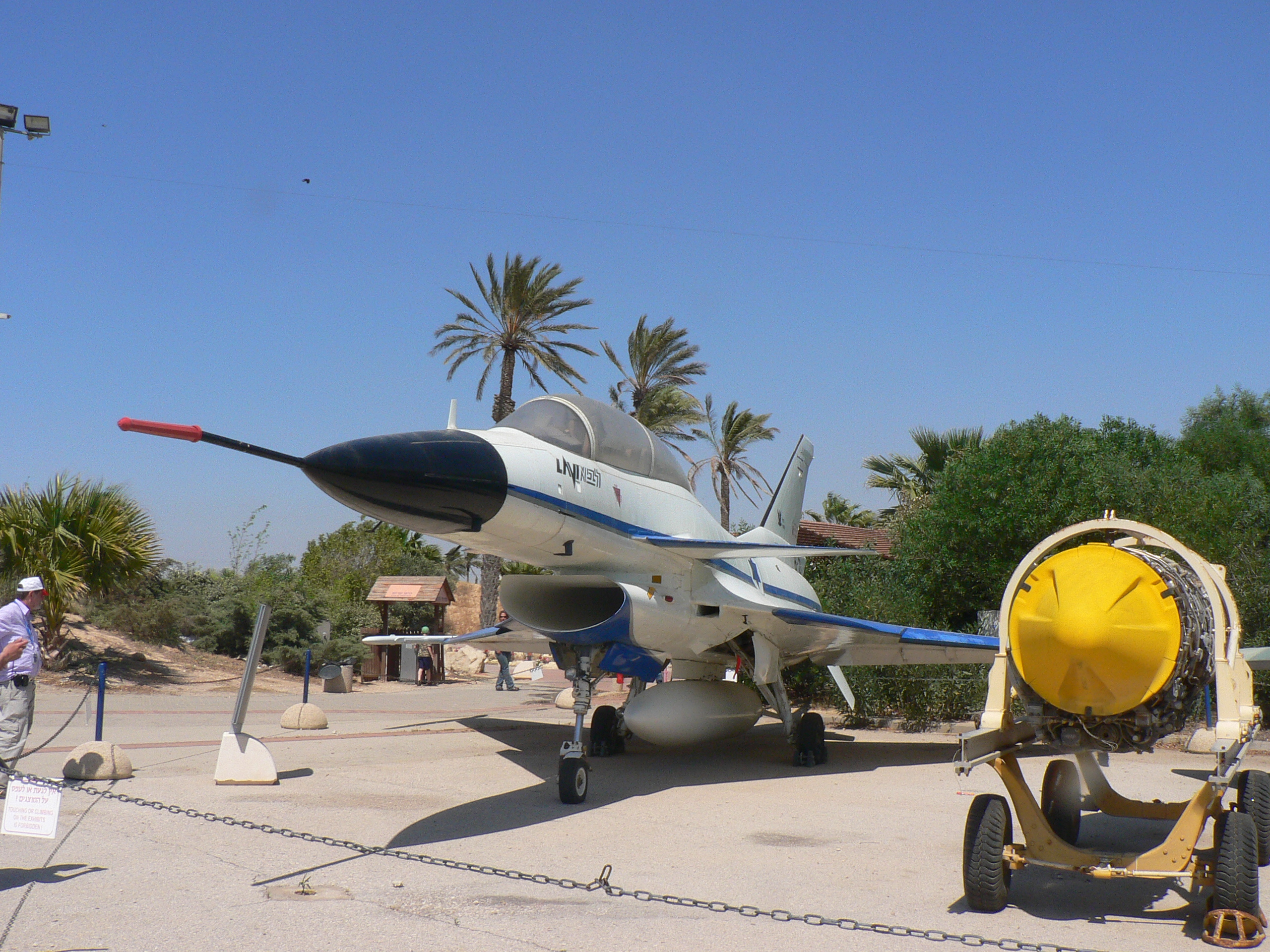
IMI Lavi

Trong suốt thời gian thực hiện dự án, bộ trưởng Moshe Arens thuộc đảng Likud, cũng là một cựu chiến binh thuộc IAF, chính là người ủng hộ nhiệt thành cho Lavi'. Một số tổ chức chiến tranh tại Israel đã ví von chi phí cho phát triển Lavi như một cái hố không đáy, và trái ngược hẳn với khoản chi ngày càng eo hẹp dành cho chăm sóc sức khỏe và giáo dục.
Tuy nhiên, khi dự án Lavi bị hủy bỏ, nhiều hệ thống phụ và các chi tiết của loại máy bay này tiếp tục được ngành công nghiệp hàng không Israel phát triển và hiện đang có mặt trên thị trường vũ khí như những hệ thống riêng biệt.
Theo một số nguồn, thiết kế loại máy bay chiến đấu Chengdu J-10 của Trung Quốc cũng chịu ảnh hưởng của Lavi, với sự hợp tác trong thiết kế chế tạo của Israel. Tuy nhiên, người thiết kế của J-10 là Song Wencong (宋文骢), đã phủ nhận mọi mối liên quan đến chương trình Lavi, Wencong chỉ nói đến những điểm tương đồng giữa J-9 và Lavi.
Hãng Armscor của Nam Phi đã thông báo về những nỗ lực đã dự tính để tuyển mộ những nhà khoa học đã làm việc với Lavi cho dự án nâng cấp Atlas Cheetah của mình.

## Số mệnh của chiếc máy bay nguyên mẫu
Khi dự án IAI Lavi bị hủy bỏ ngày 30 tháng 8 năm 1987, tổng cộng năm chiếc khung loại máy bay này đã được chế tạo. Các nguyên mẫu số #1 và số #2 đã được hoàn thành toàn bộ, chiếc số #3, #4, và #5 ở tình trạng chế tạo dở dang. Nhiều bộ phận từ chiếc số #1 và số #2 đã được dỡ ra chế tạo chiếc số #3 để trở thành chiếc máy bay Trình diễn Kỹ thuật (TD). Chiếc số #2 đã bị tháo dỡ linh kiện được trưng bày tĩnh tại bảo tàng Không quân Israel tại Beersheba, những chiếc còn lại (số #1, số #4, và số #5) được tháo dỡ toàn bộ.  Lưu trữ ngày 1 tháng 7 năm 2007 tại Wayback Machine Một số nhà phân tích đã cho rằng chiếc số #3 đã được giới thiệu với những đại diện từ nước Cộng hòa Nhân dân Trung Hoa, và cuối cùng đã để lại ảnh hưởng trên thiết kế chiếc Chengdu J-10.

## Thông số kỹ thuật (Lavi)

### Đặc điểm riêng
- Phi đoàn: 1
- Chiều dài: 14.57 m (47 ft 10 in)
- Sải cánh: 8.78 m (28 ft 10 in)
- Chiều cao: 4.78 m (15 ft 8 in)
- Diện tích cánh: 33.0 m² (355 ft²)
- Trọng lượng rỗng: 7.031 kg (15.500 lb)
- Trọng lượng cất cánh: 9.991 kg (22.025 lb)
- Trọng lượng cất cánh tối đa: 19.277 kg (42.500 lb)
- Động cơ: 1× Pratt & Whitney PW1120, 91.5 kN (20.600 lbf)

### Hiệu suất bay
- Vận tốc cực đại: 1.965 km/h (1.220 mph)
- Tầm bay: 3.700 km (2.300 mi)
- Trần bay: 15.240 m (50.000 ft)
- Vận tốc lên cao: 254 m/s (50.000 ft/min)
- Lực nâng của cánh: 303,2 kg/m² (62,0 lb/ft²)
- Lực đẩy/trọng lượng: 0,94

### Vũ khí
- 1 × pháo 30 mm DEFA
- 7.260 kg (16.000 lb) vũ khí

## Chủ đề liên quan

### Máy bay có cùng sự phát triển
- Chengdu J-10

### Máy bay có tính năng tương đương
- JF-17 Thunder
- Lockheed Martin F-16 Fighting Falcon
- Mitsubishi F-2
- Chengdu J-10
- Saab Gripen
- Dassault Mirage 2000
- HAL Tejas